# イケル・ムニョス
イケル・ムニョス・カメロス（Iker Muñoz Cameros、2002年11月5日 - ）は、スペイン・ナバラ州ビジャフランカ出身のサッカー選手。CAオサスナ所属。ポジションはMF。

## クラブ経歴
2018年にCAオサスナのカンテラへ入団し、2019-20シーズンにBチームデビューを果たすと、2021-22シーズンにはレギュラーとしてセグンダ・ディビシオンRFEFの優勝に貢献した。
2023年2月12日、レアル・バリャドリードとの試合にて、ルーカス・トロとの途中交代でラ・リーガデビューを飾った。